# På dödligt allvar med Eskalator
På dödligt allvar med Eskalator är ett album från 2007 av Eskalator.

## Låtlista
1. "Galen"
2. "Tunnelbanetrubbel"
3. "Ensam och ful"
4. "Går det bra för dig?"
5. "Dödligt allvar"
6. "Den där tiden"
7. "Bo ihop"
8. "En resa"
9. "En vän i Göteborg"
10. "Vad har ni gjort?"
11. "Vänta lite"
12. "Ingen ondska"
13. "Grön våg"
14. "Var är mitt val?"